# مطاط (فلم)
مطاط (بالإنجليزية: Rubber) هو فيلم رعب كوميدي عن إطار مطاطي يقوم بقتل البشر،بلغت تكلفة الفيلم 800 ألف دولار أمريكي.

## وصلات خارجية
- مقالات تستعمل روابط فنية بلا صلة مع ويكي بيانات